# Перницька область
Перницька область (болг. Област Перник) — область в Південно-західному регіоні Болгарії. Межує на заході та півночі з Сербією. Центр — місто Перник.
| Болгарія | Це незавершена стаття з географії Болгарії. Ви можете допомогти проєкту, виправивши або дописавши її. |